# Philadelphia 30th Street Station
Philadelphia 30th Street Station (deutsch Bahnhof 30. Straße), eigentlich William H. Gray III 30th Street Station, ist der Zentralbahnhof von Philadelphia im US-Bundesstaat Pennsylvania. Der Personen- und Betriebsbahnhof im Westen der Stadt gehört zum Nordost-Korridor und zählt zu den wichtigen Netzknoten im Personennah- und -fernverkehr an der Ostküste der USA. Sein Empfangsgebäude im Stil des Neoklassizismus gilt als einer der letzten prestigeträchtigen Bahnhofsbauten einer privaten Eisenbahngesellschaft in den Vereinigten Staaten.
Der Bahnhof wurde 1929 und 1933 in zwei Etappen eröffnet und war über mehrere Jahrzehnte hinweg der zentrale Knotenbahnhof der Pennsylvania Railroad (PRR) in der Region. Seit Stilllegung der innerstädtischen Zentralbahnhöfe ihrer einstigen Konkurrenten wie der Baltimore and Ohio Railroad Passenger Station fungiert 30th Street als alleinige Drehscheibe für den Eisenbahn-Fernverkehr in Philadelphia. Derzeit (2009) bedienen die Amtrak, die Southeastern Pennsylvania Transportation Authority (SEPTA) und die New Jersey Transit den Bahnhof im Schienenverkehr. Eigentümerin ist die Amtrak.

## Namensgebung
Mehrere verschiedene Namen sind für den Bahnhof in Gebrauch. Dies liegt zum einen an der Vielzahl zeitlich vorangehender Bahnstationen an jenem Ort, zum anderen an mehreren Eigentümerwechseln im Laufe der Jahrzehnte. Außerdem nutzen die am Bahnhof verkehrenden Gesellschaften unterschiedliche Namen.
Bei der Amtrak heißt der Bahnhof Philadelphia oder auch Philadelphia – 30th Street Station; auf den Stationsschildern steht Philadelphia. Auch New Jersey Transit benutzt diesen Namen. Die SEPTA nennt ihn – wie auch die örtliche Bevölkerung – 30th Street Station, wie auf den Schildern der zugehörigen Bahnsteige zu lesen ist.
In historischem Kontext ist der Bahnhof noch unter folgenden Namen bekannt:
- West Philadelphia Station
- Pennsylvania Railroad Station
- Pennsylvania Station 30th Street
- Penn Central Station
- Penn Central 30th Street Station

## Lage und Verkehrsanbindung

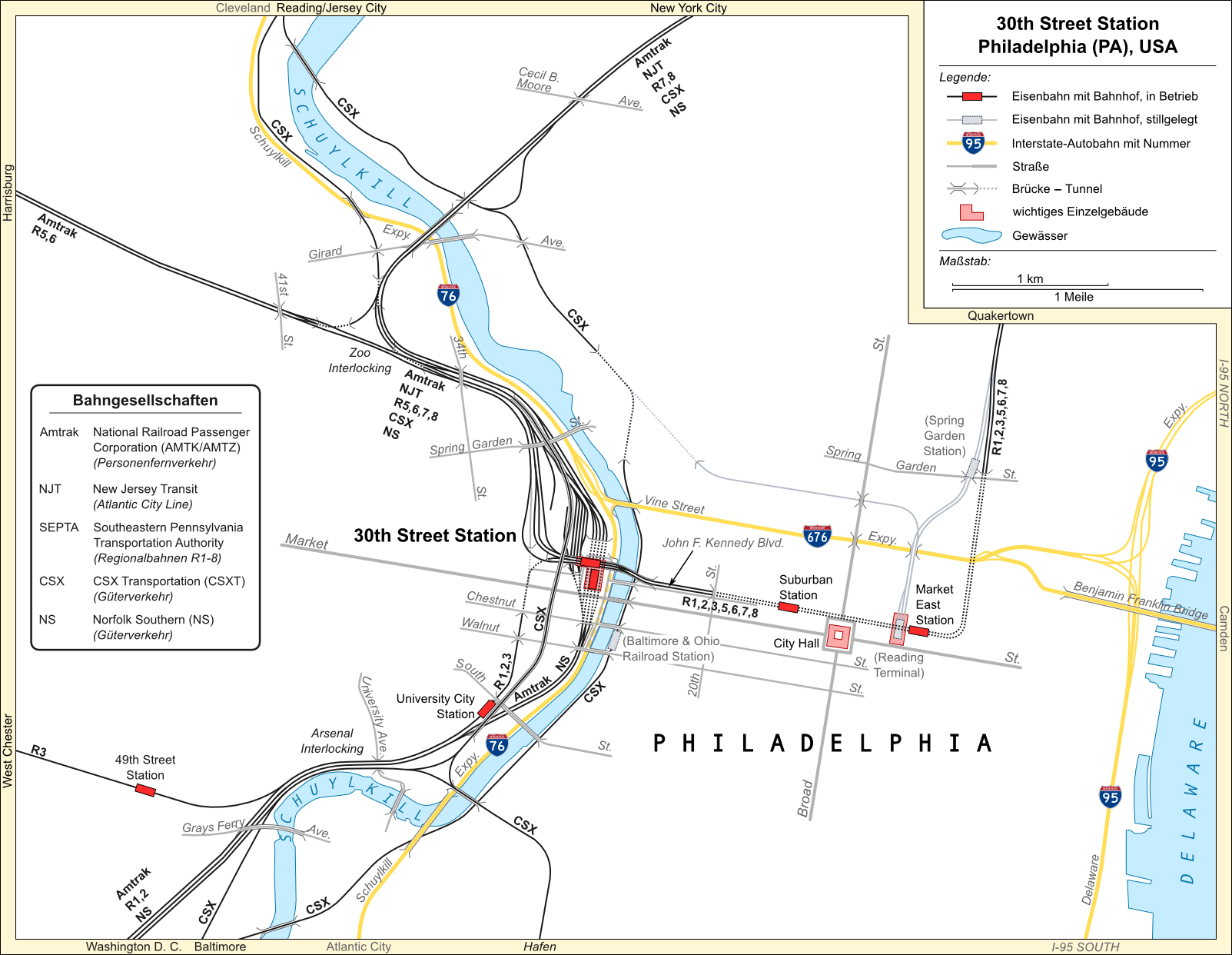
Übersichtskarte

Die 30th Street Station liegt etwa 1,5 Kilometer westlich des Stadtzentrums (City Hall) am Westufer des Schuylkill zwischen dem Schuylkill Expressway und der 32nd Street. Die Bahnanlagen erstrecken sich dabei zwischen der Spring Garden Street im Norden und der Chestnut Street im Süden auf eine Länge von etwa 1,2 Kilometern in Nord-Süd-Richtung sowie auf etwa 600 Metern in der Breite. Das Empfangsgebäude mit den Personenbahnsteigen befindet sich in der südöstlichen Ecke des Areals unmittelbar nördlich der Market Street. Es besitzt zwei Bahnsteigebenen, die sich in rechtem Winkel kreuzen.
Die Gleise der unteren Ebene verlaufen in Nord-Süd-Richtung. Sie liegen im Bereich des Empfangsgebäudes unter Straßenniveau und führen unter besagtem Gebäude hindurch. Die obere Ebene verläuft unmittelbar nördlich des Empfangsgebäudes in West-Ost-Richtung und liegt über Straßenniveau, so dass insgesamt drei Verkehrsebenen entstehen. Das südliche Gleisfeld der unteren Ebene ist größtenteils eingehaust und überbaut. Die Gleisanlagen sind nahezu vollständig mittels Oberleitung elektrifiziert.

### Schiene

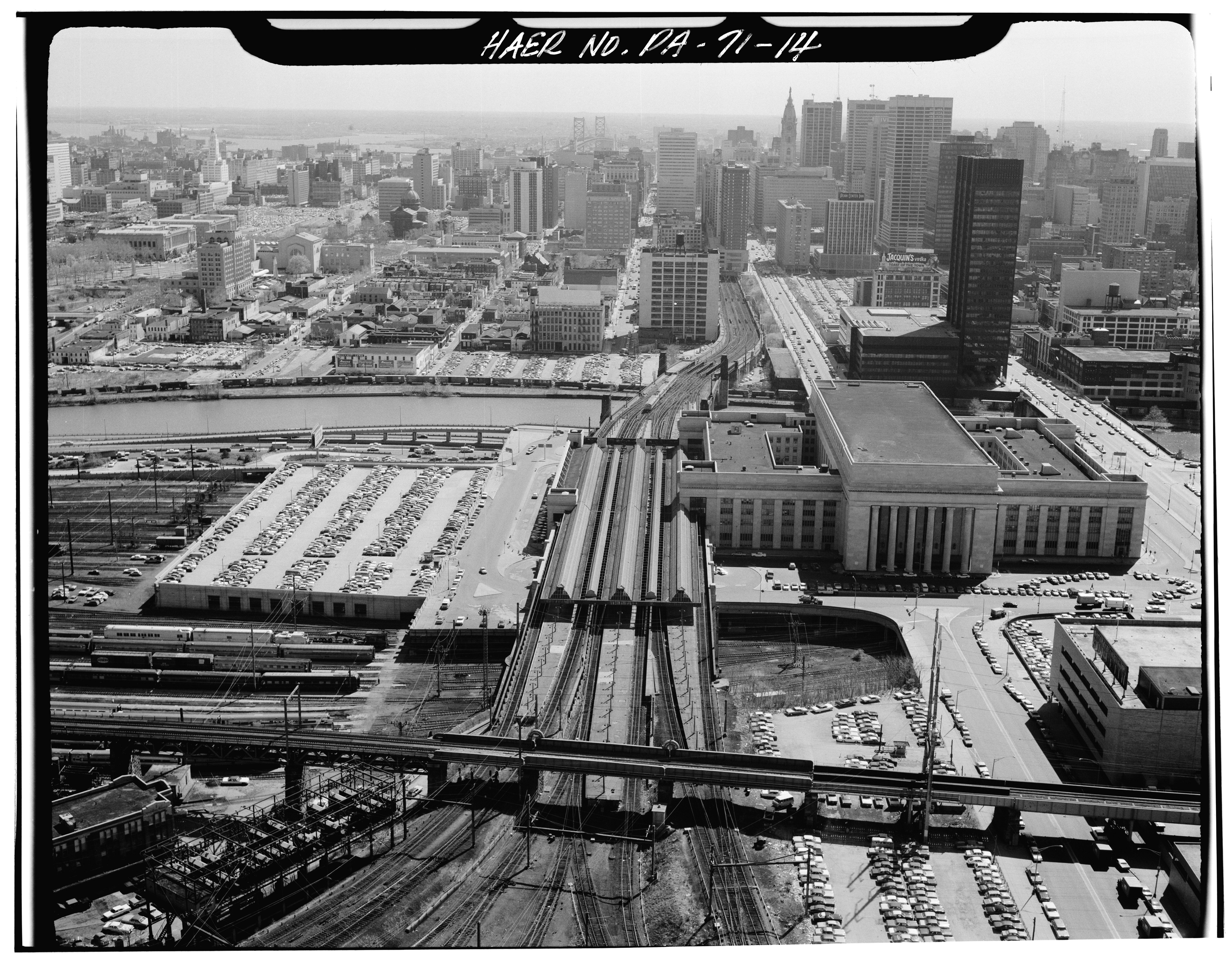
Die beiden Gleisebenen von Westen aus gesehen; im Vordergrund der Viadukt

Die untere Ebene gehört zum Northeast Corridor. Seine Gleise führen in nördlicher Richtung nach New York City und in südlicher Richtung nach Washington D. C. Über die nördliche Ausfahrt gelangt man außerdem auf die Philadelphia to Harrisburg Main Line nach Harrisburg sowie zur Delair Bridge, die am Nordrand der Stadt über den Delaware hinüber nach Camden führt. Darüber hinaus sind in beiden Richtungen noch einige Nebenstrecken zu erreichen.
Die östliche Ausfahrt der oberen Ebene führt unmittelbar auf eine Brücke über den Schuylkill und weiter Richtung Center City Commuter Connection, der unterirdischen Stammstrecke der Regionalbahnen der SEPTA durch die Innenstadt. Auf der anderen Seite gabelt sich die Ausfahrt unmittelbar westlich des Empfangsgebäudes in zwei halbdirekte Verbindungskurven. Diese führen in entgegengesetzte Richtungen zum Northeast Corridor hinunter. Die südliche Rampe verläuft dabei in einem Tunnel unterhalb der 32nd Street.
In Höhe der 31st Street überspannt die West Philadelphia Elevated die Gleisanlagen in Süd-Nord-Richtung. Das Eisenbahnviadukt mit 8140 Fuß (2481 Metern) Länge und geschätzten zehn Metern Höhe führt von der Nord- zur Südausfahrt des Bahnhofs. Es verbindet dabei einige „einmündende“ Güterbahnen miteinander, besitzt aber seit einigen Jahren keine Gleisverbindungen zum Northeast Corridor mehr.

### Straße
Der Bahnhof liegt an der Kreuzung zweier wichtiger innerstädtischer Verkehrsachsen, des Schuylkill Expressway alias Interstate 76 mit der Market Street, die hier die Pennsylvania State Route 3 bildet. Die Autobahn verläuft dabei auf der unteren Ebene in Nord-Süd-Richtung und östlich parallel zu den Gleisen direkt am Schuylkill entlang. Sie ist im Bereich des Empfangsgebäudes mit einer Galerie eingehaust und mit einer Uferstraße überbaut. An den Enden der Einhausung befinden sich Ausfahrten in Form von Parallelrampen, die von der Autobahn auf die Straßenebene hinaufführen.

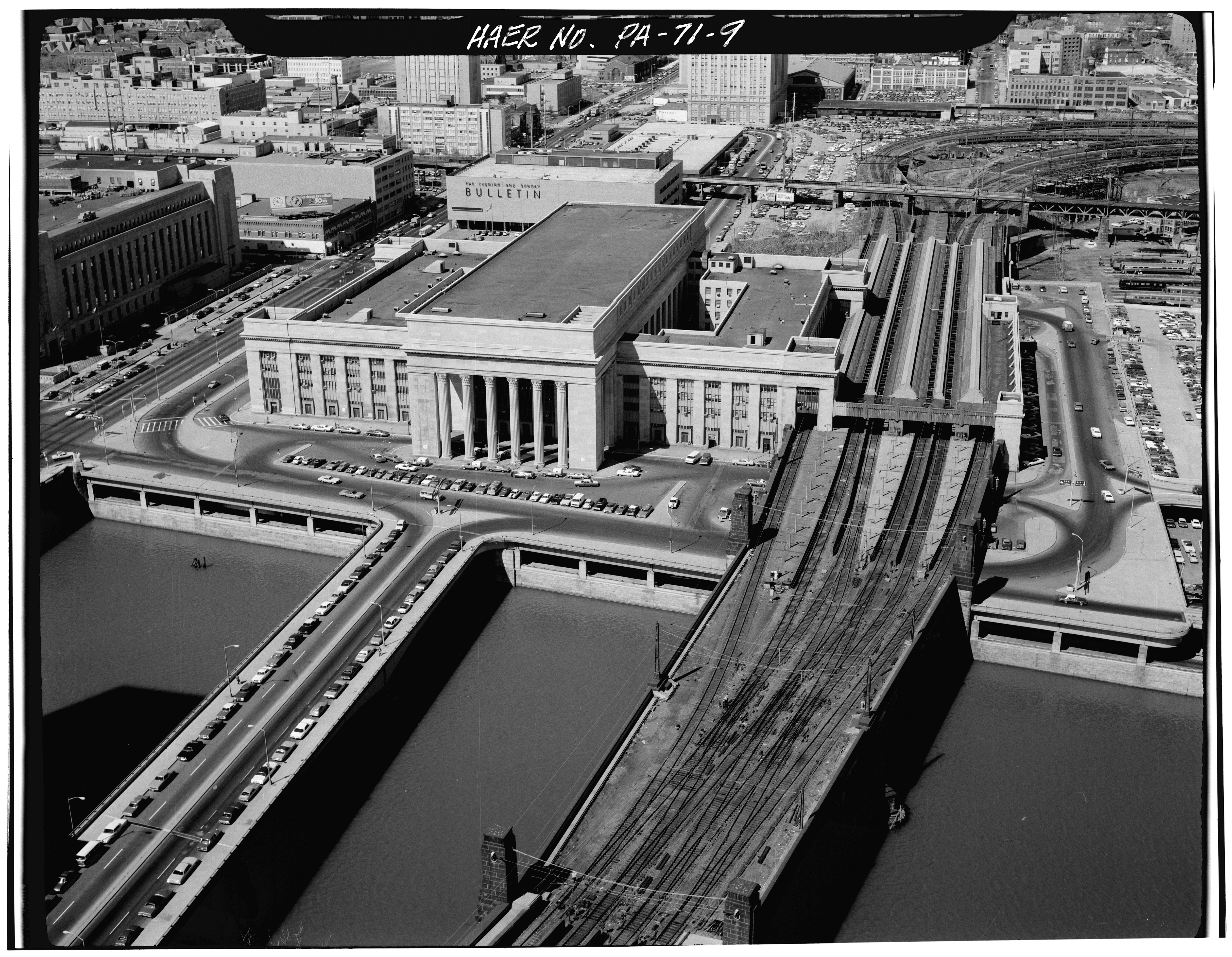
Die Straßen rund um das Empfangsgebäude

Die Market Street verläuft südlich des Empfangsgebäudes in Ost-West-Richtung und überquert in ihrem Verlauf den Schuylkill auf einer Brücke. Zwischen dieser Brücke und der Eisenbahnbrücke der oberen Gleisebene auf der Nordseite gibt es noch eine dritte Brücke. Sie gehört zum John F. Kennedy Boulevard und ist auf die Symmetrieachse des Empfangsgebäudes ausgerichtet.
Das Empfangsgebäude wird von der Arch Street im Norden, der 30th Street im Westen, der Market Street im Süden und der Uferstraße oberhalb der Autobahn, der Schuylkill Avenue, umrahmt. Die Straßen um das Gebäude herum sind mit Ausnahme der Market Street als Einbahnstraßen eingerichtet, so dass ein Kreisverkehr im Gegenuhrzeigersinn entsteht.
Nördlich des Empfangsgebäudes befindet sich ein großes Parkhaus der Amtrak. Daneben existieren eine Parkgarage mit Bedienung (valet parking) im Empfangsgebäude selbst sowie eine Reihe weiterer Parkplätze direkt am Gebäude entlang jener Einbahnstraßen. Der Taxistand befindet sich auf der Ostseite.

### Innerstädtischer Nahverkehr

#### Bahn

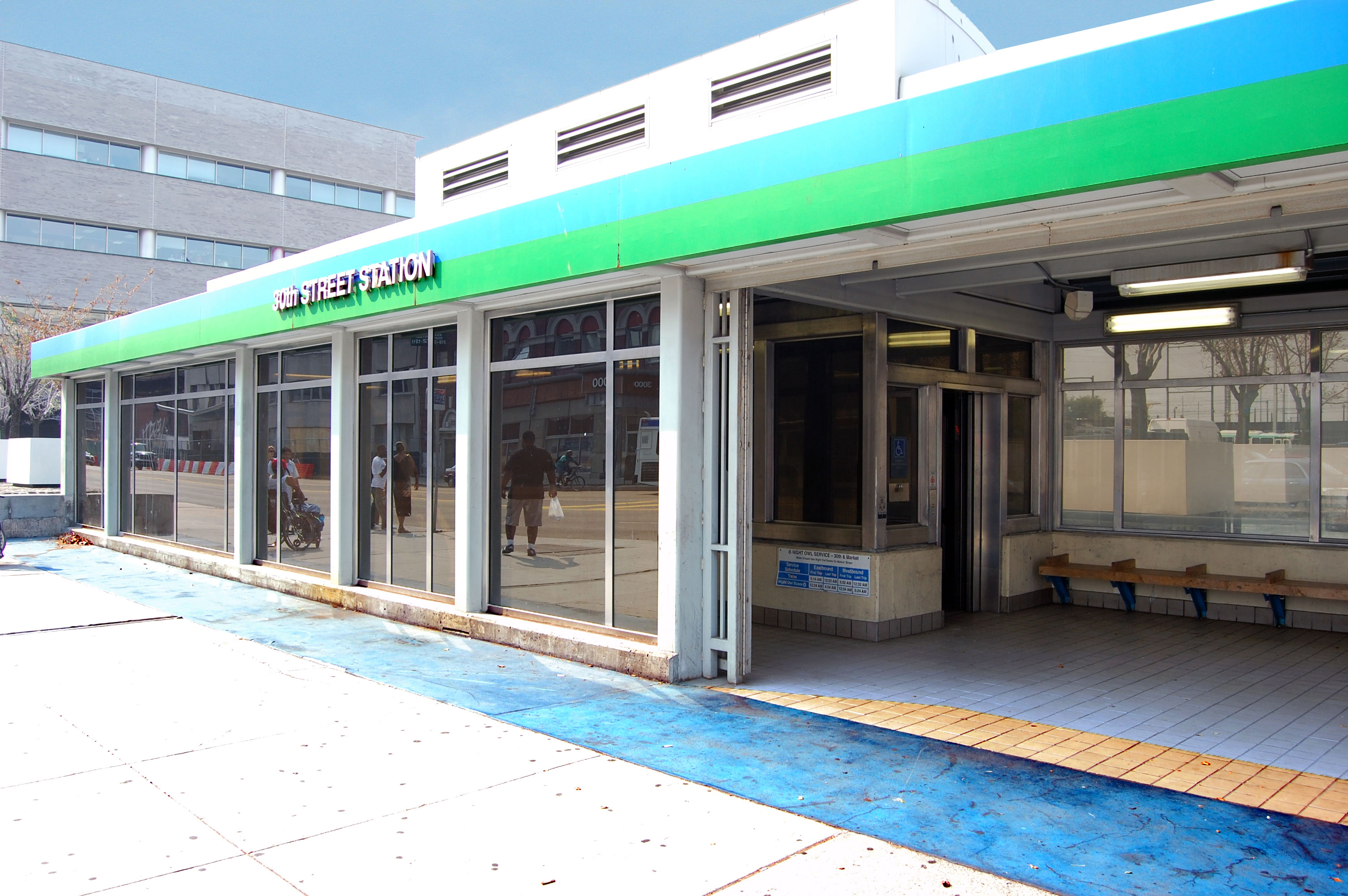
U-Bahn-Eingang

Der Bahnhof ist über die Station 30th Street der Market–Frankford Line und der Subway–Surface Lines an das innerstädtische Schnellbahnnetz angeschlossen. Die Station befindet sich südwestlich des Empfangsgebäudes unterhalb der Market Street. Sie besitzt vier Bahnsteiggleise in West-Ost-Richtung, wobei die inneren beiden von der Market–Frankford Line und die äußeren von den Subway–Surface Lines befahren werden. Die U-Bahn-Züge halten an einem langen Hochbahnsteig in Mittellage, die Subway–Surface Lines an zwei kürzeren, außen liegenden, niedrigen Seitenbahnsteigen. Der Haupteingang befindet sich in einem länglichen Flachbau Market Ecke 30th Street. Ein Verbindungstunnel von der Verteilerebene zur Schalterhalle des Empfangsgebäudes wurde aus Sicherheitsgründen verschlossen. Der U-Bahnhof bietet von der Innenstadt aus gesehen die letzte von insgesamt drei Umsteigemöglichkeiten zwischen der Market–Frankford Line und den Subway–Surface Lines.

#### Bus
Neben der U-Bahn verkehren an der 30th Street Station mehrere innerstädtische Buslinien sowie zwei Regionalbuslinien nach Chesterbrook, King of Prussia und Valley Forge. Die Linienwege folgen im Bereich des Bahnhofs den umgebenden Einbahnstraßen und führen dementsprechend im Gegenuhrzeigersinn um das Gebäude herum. Die Haltestellen befinden sich auf der West- und Ostseite, jeweils an den dem Empfangsgebäude gegenüberliegenden Gehsteigen.

## Architektur

### Empfangsgebäude

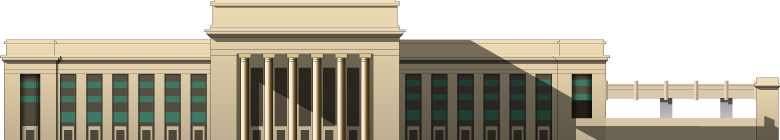
Die Fassade des Empfangsgebäudes lehnt sich an antike Tempelbauten an.

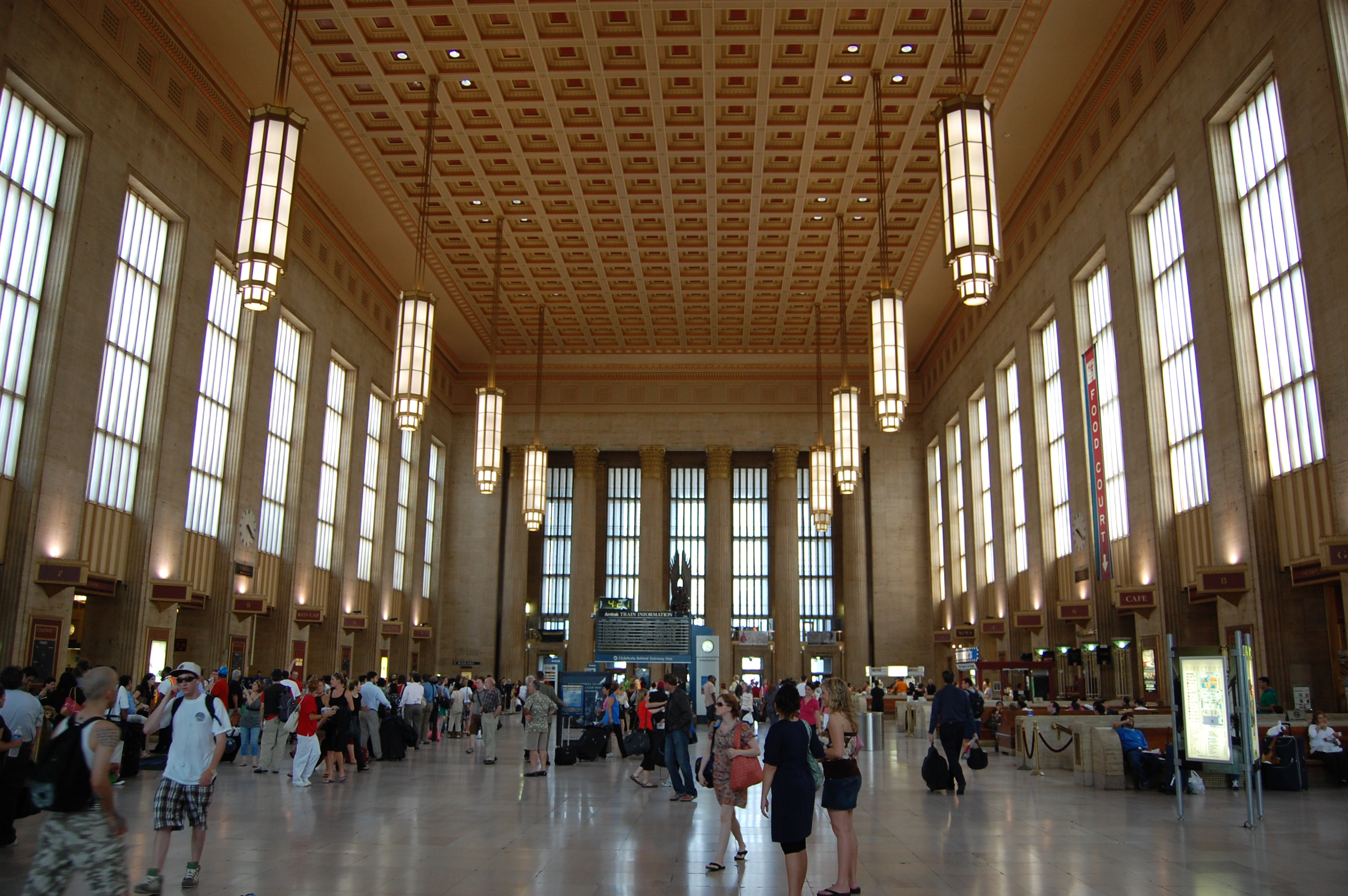
Der Wartesaal mit der Kassettendecke und den Leuchtern füllt den ganzen Querbau aus

Das Empfangsgebäude ist ein Monumentalbau im Stil des Neoklassizismus unter Verwendung von Art-déco-Elementen. Es wurde von Graham, Anderson, Probst & White entworfen und in den Jahren 1929 bis 1933 erbaut. Es besitzt einen kreuzförmigen Grundriss, wobei der Längsbau in Nord-Süd-Richtung verläuft und 637 Fuß (194,2 Meter) misst. Dieser wird von einem mittig angeordneten, ihn in Breite und Höhe überragenden Querbau unterbrochen. Dieser wiederum misst 327 Fuß (99,7 Meter) und besitzt an beiden Enden korinthische Säulenvorhallen mit je sechs Säulen und zwei Eckpfeilern, die zusammen die beiden Haupteingänge markieren. Die Fassade ist zur Gänze mit Alabama-Kalkstein verkleidet, die Fenster rundherum sind in vertikal verlaufenden Nischen angeordnet. Die Dachkante ringsum ist dem Gebälk antiker Tempelbauten nachempfunden.
Sowohl Längs- als auch Querbau haben Flachdächer. Der Längsbau verfügt über insgesamt fünf Etagen, wobei nur das Erdgeschoss durchgezogen ist. Darüber liegen auf beiden Seiten vier u-förmige Büroetagen, die jeweils einen großen, von außen unsichtbaren Lichthof zum Querbau hin einrahmen. Das Dach des Querbaus ist durchgezogen und war ursprünglich als Landebahn für Kleinflugzeuge gedacht.

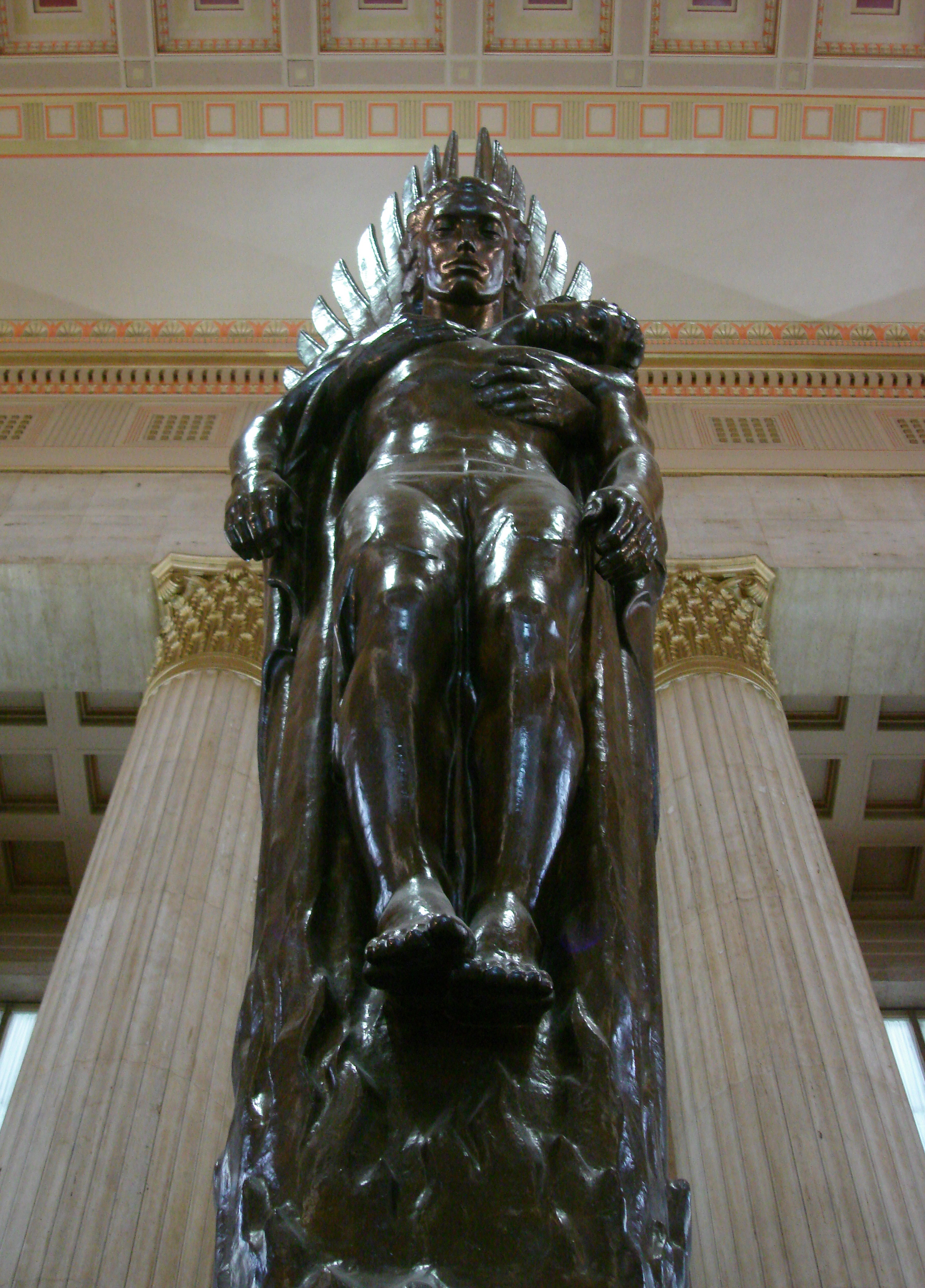
„Angel of the Resurrection“ von Walker Hancock

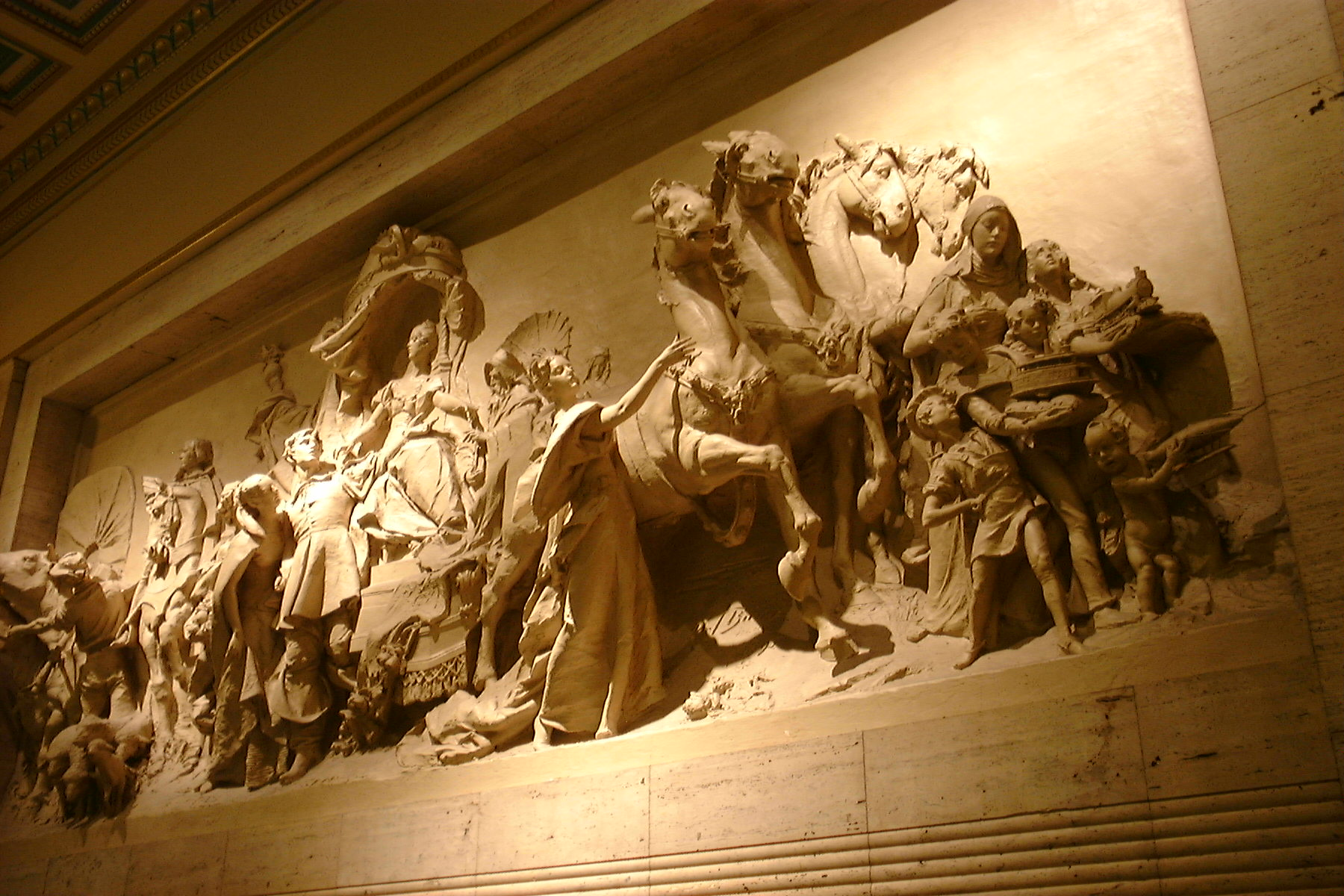
„Spirit of Transportation“ von Karl Bitter.

Der Querbau beherbergt den Wartesaal und damit nur einen einzigen, großen Raum. Dieser misst 290 auf 135 Fuß (88,4 auf 41,1 Meter). Die Wände sind 95 Fuß (29 Meter) hoch und mit Marmor und Travertin verkleidet. Oben ist eine Kassettendecke angebracht. Der Raum verfügt wegen der Lichthöfe auf allen vier Seiten über annähernd raumhohe Fenster. Die Eingangstüren an den Stirnseiten werden von je sechs raumhohen Säulen eingerahmt, die mit den außen stehenden fluchten. Über den Türen befinden sich in Höhe der ersten Etage Laufstege, die die beiden Teile des Längsbaus miteinander verbinden. Von der Decke hängen in zwei Reihen je fünf große, schlanke bronzene Leuchter herab.
Am östlichen Ende des Wartesaals steht die Skulptur „Angel of the Resurrection“ (deutsch: „Engel der Wiederauferstehung“) von Walker Hancock zur Erinnerung an die Gefallenen der Pennsylvania Railroad aus dem Zweiten Weltkrieg. In einem Nebenraum zeigt das Terrakotta-Relief „Spirit of Transportation“ (deutsch in etwa: „Der Geist des Verkehrswesens“) von Karl Bitter Motive aus der Entwicklungsgeschichte des Verkehrswesens.
Die beiden Flügel des Längsbaus werden gewerblich genutzt. Das Erdgeschoss ist auf beiden Seiten vom Wartesaal her direkt zugänglich und beherbergt im südlichen Teil Einzelhandelsgeschäfte und gastronomische Einrichtungen. Im nördlichen Teil befindet sich ein abgetrennter Warteraum, Toiletten, eine Wache der Bahnpolizei (Amtrak Police) und die Parkgarage mit Bedienung. Die oberen vier Geschosse beherbergen Büros der Amtrak.
Das ganze Gebäude ruht auf einem 80 Fuß (24,4 Meter) tiefen Senkkastenfundament, das gegen Erschütterungen mit Schwingungstilgern ausgerüstet ist.

### Bahnsteigebenen

Gleisplan und direktes Umfeld der 30th Street Station

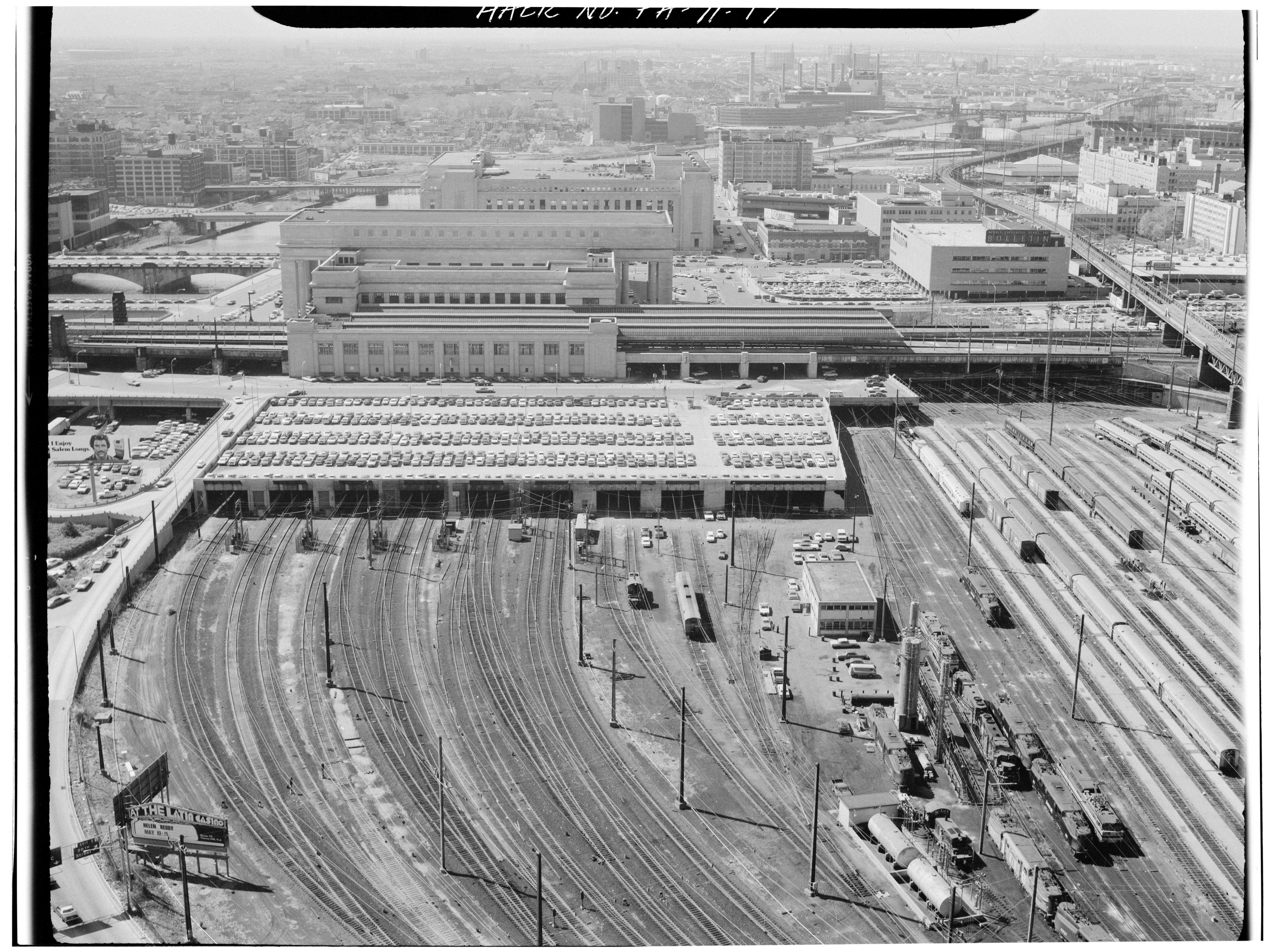
Die beiden Bahnsteigebenen stehen im rechten Winkel zueinander. Im Vordergrund das Parkdeck. (Aufnahme von 1977)

Die untere Bahnsteigebene liegt größtenteils unterhalb des Längsbaus. Sie besitzt fünf Mittelbahnsteige mit zehn Gleisen sowie ein zusätzliches Überholgleis auf der Westseite. Die Bahnsteige sind jeweils knapp 24 Fuß (7,3 Meter) breit und 1.500 Fuß (457,2 Meter) lang und sind vom Wartesaal aus über Fest- und Rolltreppen direkt erreichbar. Die Gleise sind von Ost nach West aufsteigend durchnummeriert. Der Bahnsteigbereich läuft an beiden Enden über den Längsbau hinaus, ist jedoch vollständig eingehaust. Oberhalb der unteren Bahnsteigebene befindet sich im Norden ein Parkdeck und im Süden die Market Street.

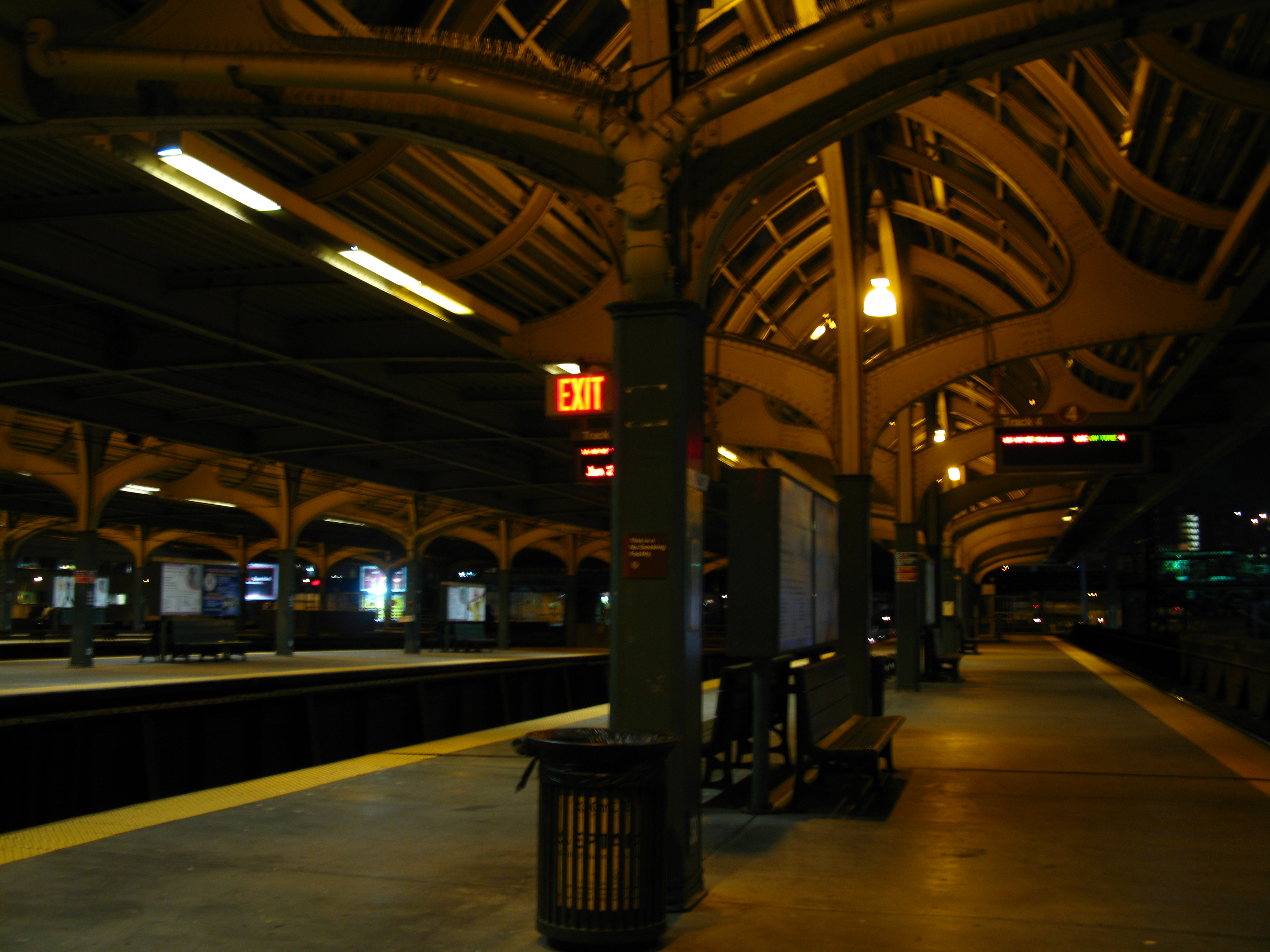
Die Bahnsteige der oberen Ebene mit ihren Art-déco-Dächern

Die obere Bahnsteigebene schließt am nördlichen Ende des Längsbaus an und besitzt drei Mittelbahnsteige mit sechs Gleisen. Das Erdgeschoss des Empfangsgebäudes ist dabei auf der Längsachse so weit nach Norden hin verlängert, dass die nördliche Außenwand des Gebäudes mit dem hintersten Gleis abschließt. Die Bahnsteige und Gleise sind im Bereich des Längsbaus vollständig eingehaust, so dass die Züge praktisch in der ersten Etage durch das Gebäude hindurchfahren. Die Treppen von den Bahnsteigen münden in einen Seitengang des Wartesaals; die Gleise sind von der Gebäudeseite her in der Reihenfolge 1, 2, 5, 6, 3, 4 durchnummeriert.
Das Hallendach geht Richtung Westen etwa 100 Meter über das Gebäude hinaus. Die Bahnsteige reichten ursprünglich noch gut 50 weitere Meter zu beiden Enden über die Überdachung hinaus. Weil die Regionalzüge der SEPTA aber allesamt im Bereich der Überdachung Platz haben, wurden an den Stirnseiten Absperrgitter eingezogen und die Bahnsteige jenseits davon teilweise zurückgebaut.

### Städtebauliches Umfeld

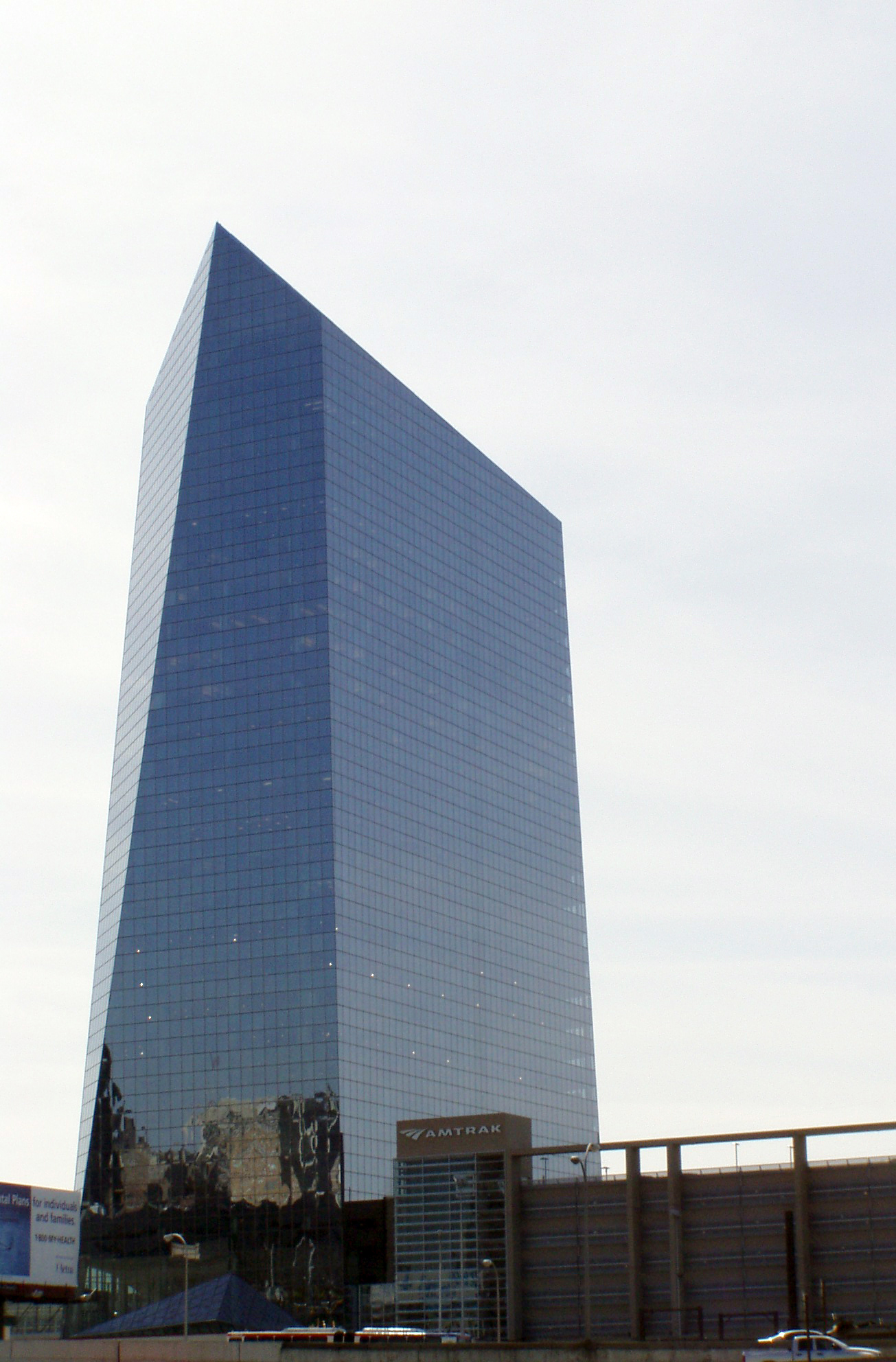
Das Cira Centre

Die 30th Street Station liegt an der Market Street und damit an dem Straßenzug, der die Hauptachse der Innenstadt Richtung Westen bildet. Dabei bildet die Gegend um den Bahnhof unmittelbar westlich des Schuylkill einen Brückenkopf des Central Business District. Dementsprechend ist die Bebauung in der Umgebung relativ zur Entfernung vom Stadtkern vergleichsweise dicht und von meist niedrigeren Bürogebäuden geprägt. Viele davon gehören zur Drexel University, deren Campus sich westlich des Bahnhofs zu beiden Seiten der Market Street erstreckt.

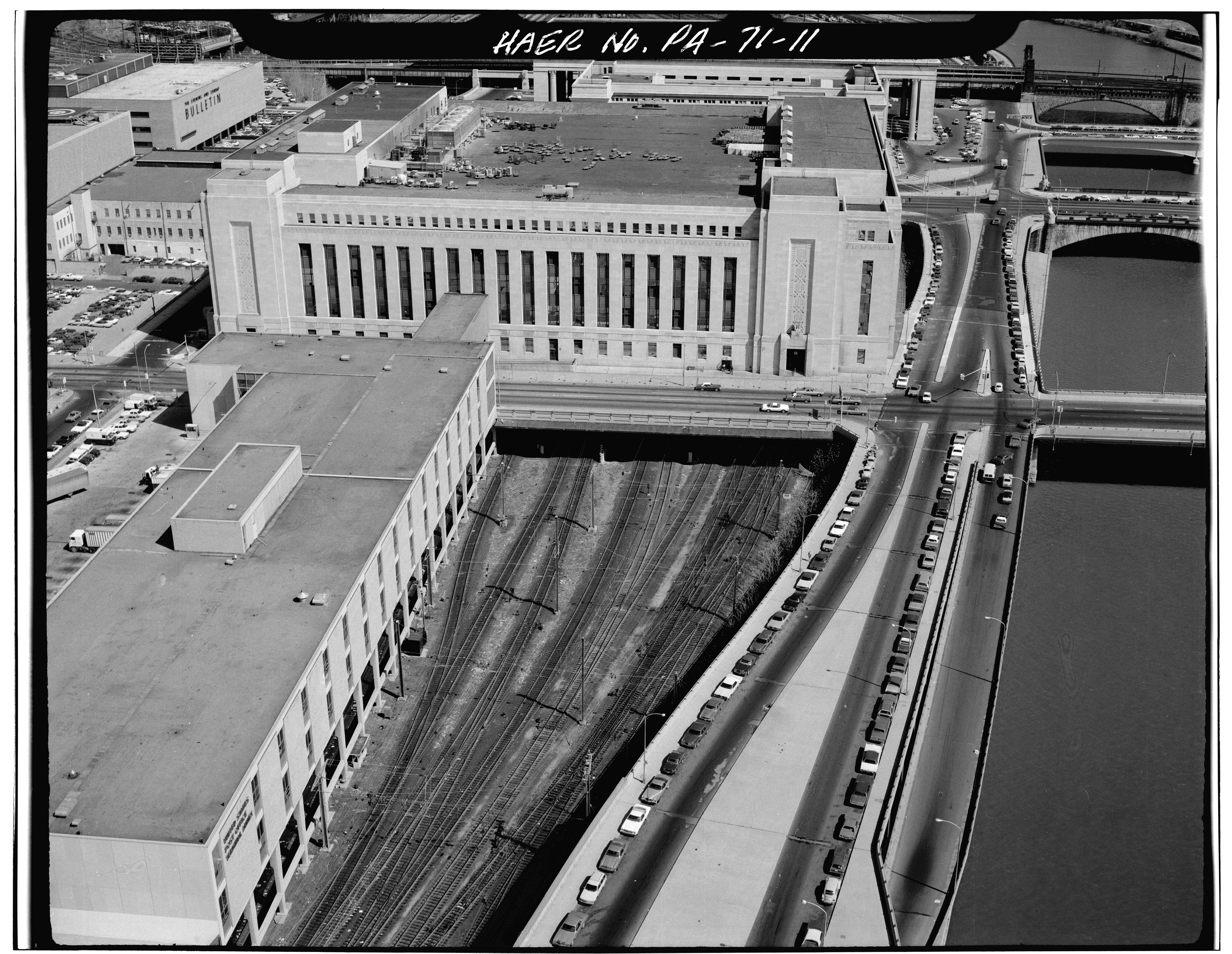
Das Gebäude des U. S. Postal Service. Das Cira Centre South entsteht anstelle des Flachbaus links vorn.

Nördlich des Empfangsgebäudes, oberhalb des Parkdecks wurde 2004–05 das Cira Centre errichtet. Das 29-stöckige und 133 Meter hohe Gebäude ist das erste Bürohochhaus in Philadelphia westlich des Schuylkill. Es ist über einen Skyway mit dem Empfangsgebäude verbunden.
Direkt gegenüber dem Empfangsgebäude an der Market Street befindet sich das ehemalige Postverteilzentrum des United States Postal Service. Es steht oberhalb des südlichen Gleisfeldes und wurde bis 1930 in ähnlichem Stil wie das Empfangsgebäude errichtet. Es soll ab 2010 als Bürogebäude genutzt werden.
Einen Häuserblock weiter südlich, ebenfalls oberhalb der Gleise, entsteht bis 2012 das Cira Centre South. Die beiden 25- und 42-stöckigen Hochhäuser sollen Büros, Wohnungen, ein Hotel und ein großes Parkhaus beherbergen. Der 765 Millionen US-Dollar teure Komplex soll sich architektonisch stark an das bestehende Cira Centre anlehnen.

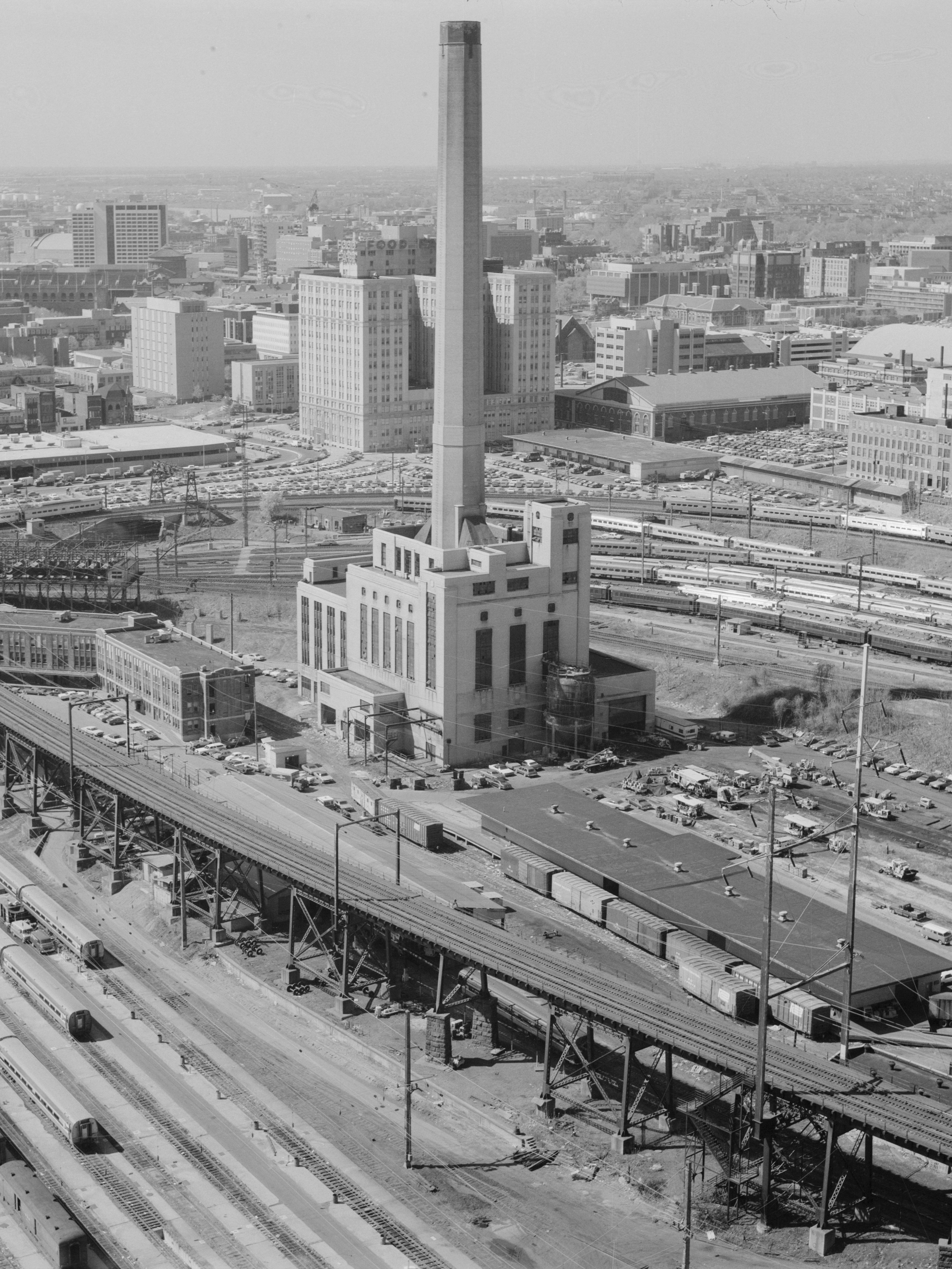
Das ehemalige Bahnkraftwerk der Pennsylvania Railroad

Zwischen der nördlichen Verbindungskurve und dem Gleisstrang des Nord-Ost-Korridors erstreckt sich ein Betriebsgelände der Amtrak. Dort befinden sich Lagerplätze und verschiedene niedrige Baukörper. Markantestes Gebäude ist hier das ehemalige Bahnkraftwerk der Pennsylvania Railroad mit seinem achteckigen Kamin.

## Betrieb
Der Bahnhof wird vom Amtrak-Fernverkehr bedient und ist neben der North Philadelphia Station der einzige Amtrak-Halt in der Stadt. Er ist auch Zwischenhalt für den Acela Express Boston–Washington. Daneben hat die Atlantic City Line der New Jersey Transit nach Atlantic City in New Jersey hier ihren Ausgangspunkt. Weiterhin bildet die 30th Street Station den westlichen Endpunkt der innerstädtischen Stammstrecke der SEPTA-Regionalbahnen, die Philadelphia mit ihrem Umland im Schienenpersonennahverkehr verbindet.

### Untere Ebene – Amtrak und New Jersey Transit
Auf der unteren Ebene des Bahnhofs verkehren die Amtrak-Fernzüge und die Züge der Atlantic City Line. Die Amtrak bietet folgende Fernverkehrsverbindungen über Philadelphia an:
| Name | Name                    | Route                                    |
| ---- | ----------------------- | ---------------------------------------- |
|      | Acela Express           | Boston–Washington, D.C.                  |
|      | Cardinal/Hoosier State  | Chicago–New York City                    |
|      | Carolinian/Piedmont     | New York City–Charlotte (North Carolina) |
|      | Crescent                | New York City–New Orleans                |
|      | Keystone Service        | New York City–Harrisburg                 |
|      | Pennsylvanian           | New York City–Pittsburgh                 |
|      | Northeast Regional      | Boston–Newport News                      |
|      | Silver Service/Palmetto | New York City–Tampa/Miami                |
|      | Vermonter               | St. Albans, VT–Washington D. C.          |

Die Atlantic City Line der New Jersey Transit führt von der unteren Ebene aus auf dem Northeast Corridor Richtung Norden und dann über die Delair Bridge hinüber nach New Jersey. Sie existiert in dieser Form seit 1989 und bietet 14 Zugpaare täglich an. Obwohl die Atlantic City Line im Grunde eine Vorortbahn darstellt, gibt es keine Tarifgemeinschaft mit der SEPTA.
| Name | Name               | Route                      |
| ---- | ------------------ | -------------------------- |
|      | Atlantic City Line | Philadelphia–Atlantic City |

### Obere Ebene – SEPTA
Die obere Ebene wird ausschließlich von den sieben Regionalbahnlinien der SEPTA bedient. Die Züge fahren von den Strecken der einstigen Pennsylvania Railroad (PRR) aus über die beiden Verbindungskurven von Westen her in den Bahnhof ein und dann weiter Richtung Osten über die Center City Commuter Connection durch die Innenstadt. Auf der anderen Seite des Innenstadttunnels schließen dann diejenigen Bahnlinien an, die einst zum Streckennetz der PRR-Konkurrentin Reading gehörten.
| Name | Name                     | Route                                                                        |
| ---- | ------------------------ | ---------------------------------------------------------------------------- |
|      | Airport Line             | Philadelphia International Airport – 30th Street Station – Temple University |
|      | Chestnut Hill East Line  | 30th Street Station – Chestnut Hill                                          |
|      | Chestnut Hill West Line  | Chestnut Hill West – 30th Street Station – Temple University                 |
|      | Cynwyd Line              | Bala Cynwyd – 30th Street Station – Suburban Station                         |
|      | Fox Chase Line           | 30th Street Station – Fox Chase                                              |
|      | Lansdale/Doylestown Line | 30th Street Station – Lansdale – Doylestown                                  |
|      | Manayunk/Norristown Line | 30th Street Station – Manayunk – Norristown                                  |
|      | Media/Elwyn Line         | Elwyn – Media – 30th Street Station – Temple University                      |
|      | Paoli/Thorndale Line     | Thorndale – Paoli – 30th Street Station – Temple University                  |
|      | Trenton Line             | Trenton – 30th Street Station – Temple University                            |
|      | Warminster Line          | University City – 30th Street Station – Warminster                           |
|      | West Trenton Line        | University City – 30th Street Station – West Trenton                         |
|      | Wilmington/Newark Line   | Newark – Wilmington – 30th Street Station – Temple University                |

### Fahrgastzahlen
Zu den Fahrgastzahlen gibt es keine einheitlichen Angaben. Während die Bahnhofsbetreiber 20.000 Reisende pro Tag vermelden, zählte Amtrak für das Geschäftsjahr 2007/08 knapp vier Millionen Reisende und die SEPTA 2007 rund 9.300 Einsteiger täglich. Von der Atlantic City Line und den innerstädtischen Verkehrsmitteln wiederum liegen keine Daten vor.
Laut Amtrak ist die 30th Street Station hinter Grand Central Terminal in New York und der Union Station in Washington D.C. der am drittstärksten frequentierte Fernbahnhof der Vereinigten Staaten. Bezogen auf den Nahverkehr der SEPTA liegt er ebenfalls an dritter Stelle hinter den beiden Innenstadtbahnhöfen Suburban Station mit rund 23.300 und Jefferson Station mit rund 12.700 Einsteigern am Tag.

## Entstehung
Die heutige 30th Street Station ist nicht der erste Bahnhof, der an dieser Stelle errichtet wurde. Bereits Mitte des 19. Jahrhunderts entstanden an der strategisch günstigen Stelle an der Market Street Bridge die Bahnstationen mehrerer Eisenbahngesellschaften, die nach und nach durch die Pennsylvania Railroad aufgekauft und konsolidiert wurden. Der dadurch entstandene Bahnknoten wurde mehrmals ausgebaut. Dies geschah letztmals um 1930, als der heutige Bahnhof errichtet wurde.

### Die ersten Bahnstrecken

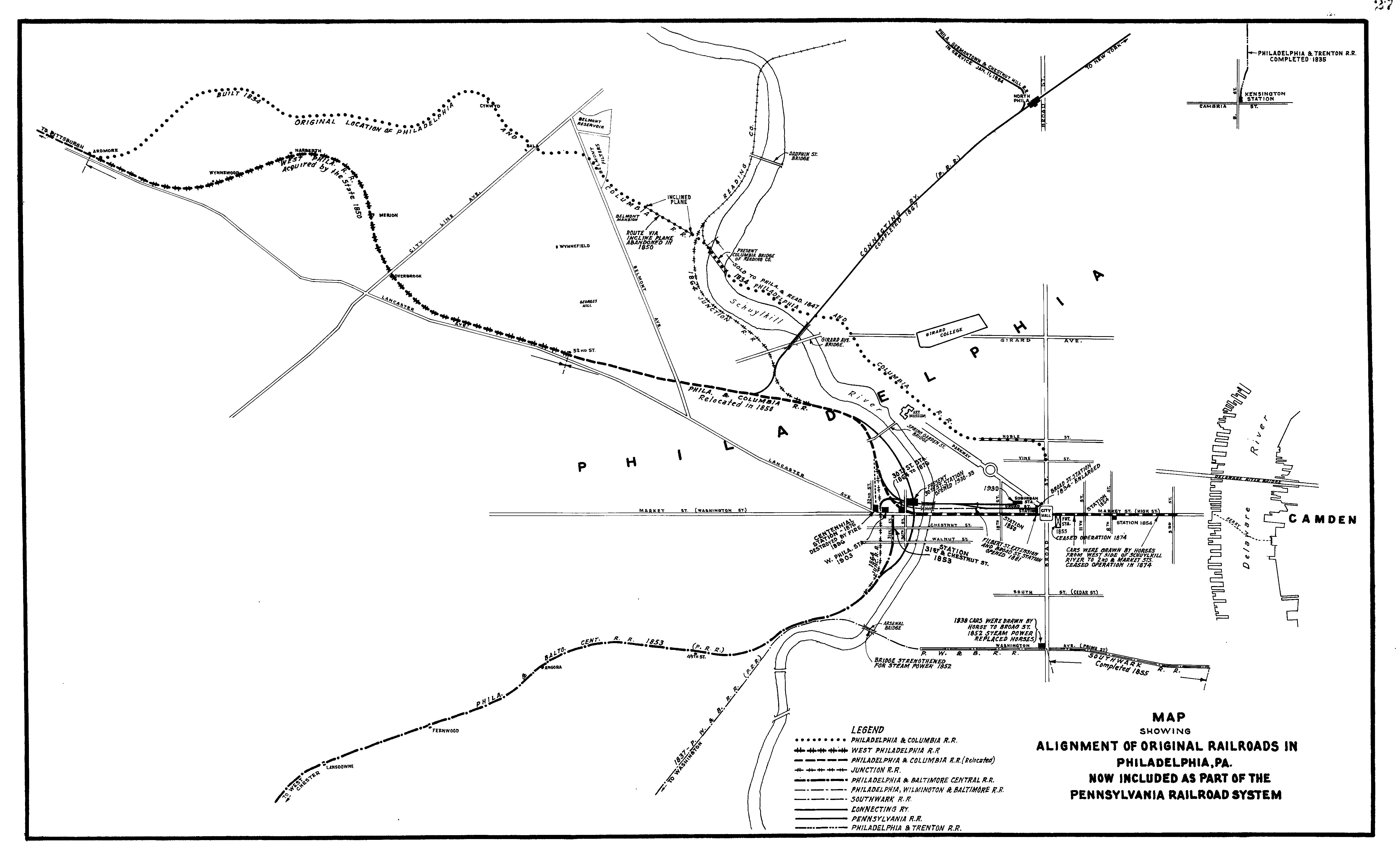
Der ursprüngliche Verlauf der Bahnstrecken rund um die 30th Street Station

Die erste Bahnstation mit dem Namen 30th Street Station entstand 1850 als Durchgangsbahnhof im Zusammenhang mit der Neutrassierung der Pennsylvania and Columbia Railroad von Philadelphia über Ardmore nach Harrisburg, der heutigen Philadelphia to Harrisburg Main Line. Die Bahnstrecke führte von der Station 11th & Market Street im Stadtzentrum aus nach Westen, dann auf der Market Street Bridge über den Schuylkill und von dort über die heutige Trasse zunächst weiter Richtung Nordwesten. Der Bahnhof befand sich nordwestlich der Ecke 30th und Market Street und wurde am 14. Oktober 1850 eröffnet. 1857 wurden die Columbia Railroad und damit der Bahnhof von der Pennsylvania Railroad (PRR) übernommen und in die Harrisburg Main Line integriert.
Bis 1864 wurde die Strecke entlang der Market Street aufgegeben und die Station an der 30th Street vergrößert und zum neuen Endbahnhof ausgebaut. Gegenüber, auf der südlichen Straßenseite, bestand seit dem 15. November 1853 der östliche Endbahnhof der West Chester and Philadelphia Railroad, deren Gleise nach Südwesten Richtung Media, Elwyn und West Chester führten.
Etwa eineinhalb Kilometer weiter südlich verliefen schon seit 1838 die Gleise der Philadelphia, Wilmington and Baltimore Railroad (PW&B) von Philadelphia nach Baltimore. Die Strecke begann zu dieser Zeit südlich der Innenstadt, Ecke Broad Street und Washington Avenue, führte in westlicher Richtung auf der Washington Avenue entlang, überquerte den Schuylkill, berührte kurz die Trasse der West Chester und führte schließlich weiter entlang des Delaware nach Südwesten. Der letztgenannte Abschnitt südlich der Brücke über den Schuylkill gehört heute zum Nordost-Korridor.

### Verbindungsbahnen und Konsolidierung
In den 1860er Jahren wurden mit der Junction Railroad und der Connecting Railroad zwei weitere Eisenbahngesellschaften gegründet mit dem Ziel, die bestehenden Strecken auf möglichst direktem Wege miteinander zu verknüpfen. Die Junction Railroad verband dabei seit dem 1. Juli 1866 die Gleise der PRR über einen Tunnel unter der Market Street mit den Strecken der PW&B und der West Chester. Die Connecting Railroad wiederum verband seit dem 2. Juni 1867 die Harrisburg Main Line der PRR über ein Gleisdreieck mit der Philadelphia and Trenton Railroad, deren Gleise vom nördlichen Ende der Stadt bis nach Jersey City führten. Somit konnten Züge, die aus Richtung New York kamen, erstmals ohne Rangieren und Kopfmachen auf die Strecken nach Harrisburg und Baltimore auffahren. Die Gleise der Junction Railroad, der Connecting Railroad und der Philadelphia and Trenton Railroad gehören heute allesamt zum Nordost-Korridor.
In den frühen 1860er Jahren hatte die Pennsylvania Railroad damit begonnen, Eisenbahngesellschaften in ihrem Einflussbereich zu übernehmen und betrieblich in ihr stetig anwachsendes Netz zu integrieren. Dies geschah mit der Zeit auch mit den genannten Strecken, die alle an der 30th Street zusammenliefen. In der Umgebung entstand im Laufe der Zeit ein ausgedehntes Industriegebiet.

### Die Centennial Station
Im Zuge der Vorbereitungen auf die Centennial Exhibition wurden die bestehenden Anlagen 1876 durch einen neuen, größeren und etwas weiter westlich gelegenen Bahnhof Ecke 32nd und Market Street ersetzt. Die Centennial Station (deutsch: Jahrhundertbahnhof) wurde als Durchgangsbahnhof in Nord-Süd-Richtung angelegt. Die Baukosten beliefen sich auf 240.000 Dollar.

### Die Rolle der Broad Street Station
Im Jahre 1881 eröffnete die PRR die Broad Street Station, ihren neuen, prestigeträchtigen innerstädtischen Zentralbahnhof, der sich auf der anderen Seite des Schuylkill, unmittelbar nordwestlich des Rathauses der Stadt befand. Er war als Kopfbahnhof angelegt und ausschließlich über ein Gleisdreieck auf dem Gelände der bestehenden Bahnanlagen an der 30th Street erreichbar. Als fortan sämtliche Reisezüge der PRR von und nach Philadelphia über diesen neuen Kopfbahnhof geleitet wurden, ging die Bedeutung der Centennial Station spürbar zurück. Als der Bahnhof 1896 abbrannte, wurde er zunächst nicht wieder aufgebaut.
Nachdem sich das ständige Kopfmachen für durchgehende Züge auf der Relation Jersey City–Washington D. C. als unpraktisch erwiesen hatte, entstand 1903 mit der West Philadelphia Station (deutsch: „Westbahnhof“) an der 32nd Street ein neuer Durchgangsbahnhof in Nord-Süd-Richtung für den Fernverkehr. Die Anbindung an die Innenstadt übernahm die 1907 eröffnete Hochbahn Market–Frankford Line mit der Station 32nd Street unmittelbar neben dem Bahnhof.

### Neubau im Zuge der Philadelphia Improvements
Neben dem umständlichen Kopfmachen bereitete die Broad Street Station noch zwei weitere Probleme: Einerseits befand sich der Bahnhof schon seit längerem an der Kapazitätsgrenze, und in der Innenstadt fehlte der Platz für die dringend benötigten Erweiterungen. Andererseits verliefen die Gleise auf einem breiten Viadukt in die Stadt hinein, der die Innenstadt in zwei Hälften zerschnitt und die Erschließung wertvollen Baulandes blockierte.
Diese Probleme gaben in den 1920er Jahren Anstoß zu den Philadelphia Improvements. Dieses eisenbahntechnische und städtebauliche Großprojekt sah vor, die Broad Street Station aufzugeben und durch zwei neue Bahnhöfe zu ersetzen. Dabei sollte an der 30th Street für den Fernverkehr ein neuer, teilweise unterirdischer Durchgangsbahnhof in Nord-Süd-Richtung, die heutige 30th Street Station, entstehen. Für den Nahverkehr sollte ein unterirdischer Kopfbahnhof in unmittelbarer Nähe der alten Broad Street Station errichtet werden, die Suburban Station (deutsch: „Vorortbahnhof“). Sämtliche Nahverkehrszüge sollten praktisch wie bisher über ein Gleisdreieck an der 30th Street Station von der Hauptstrecke abbiegen und dann über einen Tunnel die neue Suburban Station in der Innenstadt anfahren.
Die Projektentwürfe wurden maßgeblich davon beeinflusst, dass viele Bahnstrecken der PRR Richtung Philadelphia zu dieser Zeit bereits elektrifiziert waren oder kurz vor der Umstellung auf elektrischen Betrieb standen. Dies ermöglichte den Bau unterirdischer Personenbahnhöfe, was im Zeitalter der Dampflokomotiven wegen der Rauchentwicklung so nicht möglich gewesen wäre.
Die Bauarbeiten an der 30th Street Station begannen 1929. Die obere Bahnsteigebene für den Nahverkehr wurde zusammen mit der Suburban Station binnen eines Jahres fertiggestellt und am 28. September 1930 eröffnet. Weil sich die Arbeiten durch die Große Depression und später durch den Zweiten Weltkrieg verzögerten, gingen bei der endgültigen Eröffnung am 15. Dezember 1933 zunächst nur zwei Bahnsteiggleise der unteren Ebene in Betrieb. Die restlichen Gleise folgten erst 1951 und 1953. Somit erhielt die 30th Street Station ihre Rolle als Drehscheibe für den Fernverkehr effektiv erst nach dem Krieg.
Einhergehend mit dem Bau der 30th Street Station wurde das städtebauliche Umfeld stark verändert. Die Industrieanlagen und Schlachthöfe in der Umgebung wurden ausgesiedelt, die Brücken über den Schuylkill erneuert, und oberhalb des südlichen Gleisfelds entstand das Paketpostamt des United States Postal Service. Weiterhin wurde die Hochbahn im Bereich des neuen Bahnhofs zusammen mit den Subway–Surface Lines in einen Tunnel verlegt. Auch hier zogen sich die Arbeiten bis zur Eröffnung 1955 über zwei Jahrzehnte in die Länge.
Nach dem Bankrott der Penn Central, der Rechtsnachfolgerin der PRR, im Jahre 1970 ging der Bahnhof in das Eigentum der Amtrak über. Seit Dezember 1986 ist der Bahnhof als Bauwerk im National Register of Historic Places verzeichnet.
Seit der Stilllegung des Reading Terminals auf der anderen Seite der Innenstadt und der Fertigstellung der Center City Commuter Connection im November 1984 sind auch die Vorortstrecken der einst konkurrierenden Reading an die 30th Street Station angeschlossen. Damit sind alle Vorortstrecken um Philadelphia von der 30th Street Station aus direkt erreichbar. Im Dezember 1996 erhielt der Bahnhof den Status eines National Historic Landmarks zuerkannt.